# Liste der Auszeichnungen von Mastodon

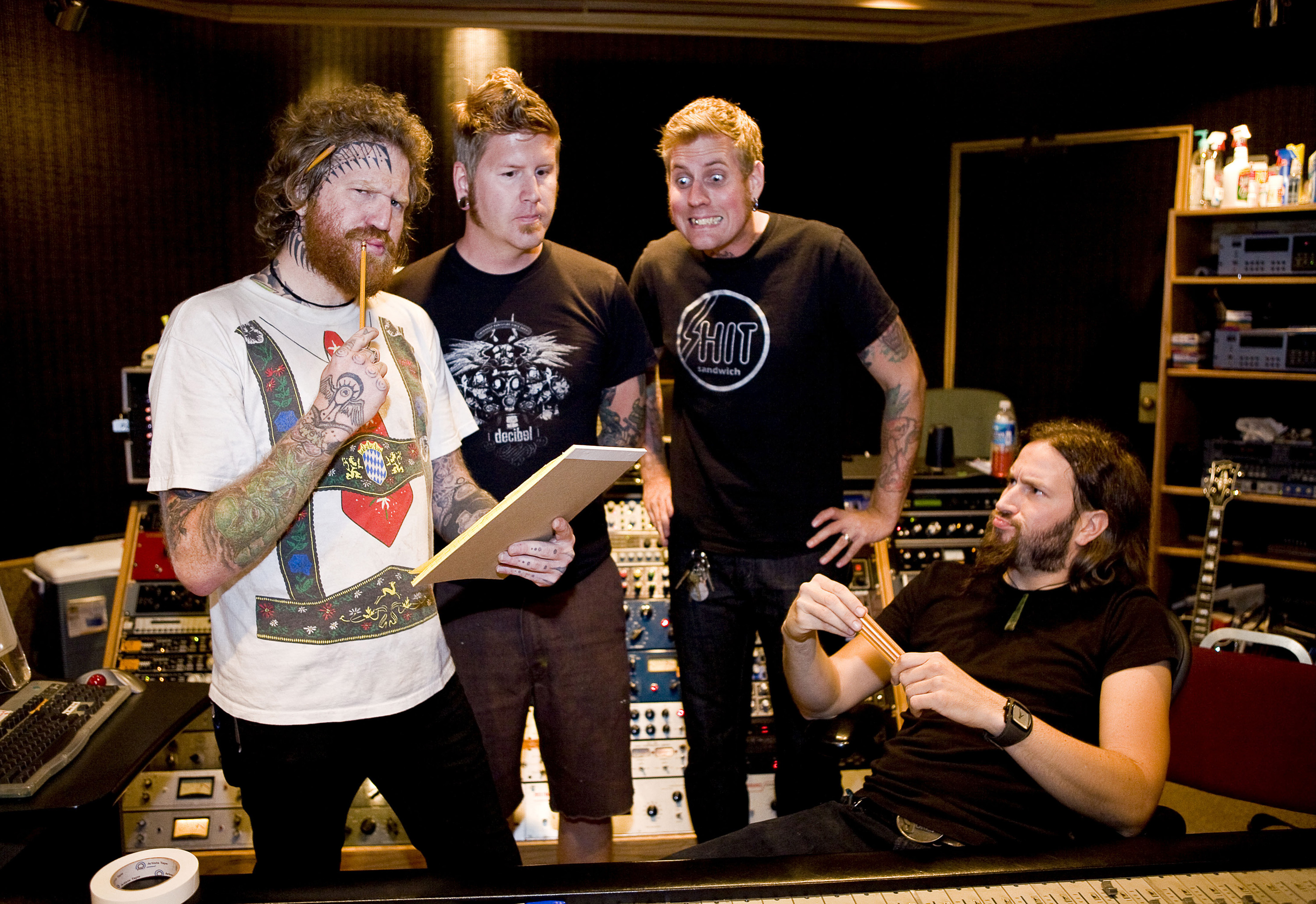
Mastodon im Studio 2008

Die Liste ist eine Übersicht über die Auszeichnungen und Nominierungen der US-amerikanischen Band Mastodon. Gelistet werden sowohl Nominierungen und Auszeichnungen bei Preisverleihungen.

## Auszeichnungen

### Grammy Awards
Die Grammy Awards werden seit 1959 von der National Academy of Recording Arts and Sciences vergeben und gelten als der bedeutendste Musikpreis der Welt. Mastodon gewannen einen Preis bei sechs Nominierungen.
| Jahr | Kategorie                        | für                | Resultat  |
| ---- | -------------------------------- | ------------------ | --------- |
| 2007 | Best Metal Performance           | Colony of Birchmen | Nominiert |
| 2012 | Best Hard Rock/Metal Performance | Curl of the Burl   | Nominiert |
| 2015 | Best Metal Performance           | High Road          | Nominiert |
| 2018 | Best Rock Album                  | Emperor of Sand    | Nominiert |
| 2018 | Best Metal Performance           | Sultan’s Curse     | Gewonnen  |
| 2022 | Best Metal Performance           | Pushing the Tides  | Nominiert |

### Heavy Music Awards
Die britischen Heavy Music Awards werden seit 2017 vergeben. Mastodon erhielten fünf Nominierungen.
| Jahr | Kategorie               | für             | Resultat  |
| ---- | ----------------------- | --------------- | --------- |
| 2018 | Best Album              | Emperor of Sand | Nominiert |
| 2018 | Best Album Artwork      | Emperor of Sand | Nominiert |
| 2018 | Best International Band | Mastodon        | Nominiert |
| 2022 | Best Album Artwork      | Hushed and Grim | Nominiert |
| 2022 | Best Production         | Hushed and Grim | Nominiert |

### Kerrang! Awards
Die Kerrang! Awards werden seit 1993 vom britischen Musikmagazin Kerrang! vergeben. Mastodon erhielten zwei Preis bei vier Nominierungen.
| Jahr | Kategorie                   | für              | Resultat  |
| ---- | --------------------------- | ---------------- | --------- |
| 2009 | Best Video                  | Oblivion         | Gewonnen  |
| 2012 | Best Album                  | The Hunter       | Gewonnen  |
| 2012 | Best Video                  | Curl of the Burl | Nominiert |
| 2019 | Best International Live Act | Mastodon         | Nominiert |

### Loudwire Music Awards
Die Loudwire Music Awards werden seit 2011 vom US-amerikanischen Onlinemagazin Loudwire vergeben. Mastodon erhielten 15 Nominierungen.
| Jahr | Kategorie        | für                         | Resultat  |
| ---- | ---------------- | --------------------------- | --------- |
| 2011 | Best Metal Album | The Hunter                  | Nominiert |
| 2011 | Best Metal Song  | Curl of the Burl            | Nominiert |
| 2011 | Best Metal Video | Curl of the Burl            | Nominiert |
| 2011 | Best Artist      | Mastodon                    | Nominiert |
| 2014 | Best Metal Album | Once More ’Round the Sun    | Nominiert |
| 2014 | Best Metal Song  | Chimes at Midlight          | Nominiert |
| 2014 | Best Metal Video | The Motherload              | Nominiert |
| 2014 | Best Metal Band  | Mastodon                    | Nominiert |
| 2014 | Best Live Act    | Mastodon                    | Nominiert |
| 2014 | Best Bassist     | Troy Sanders                | Nominiert |
| 2014 | Best Drummer     | Brann Dailor                | Nominiert |
| 2015 | Best Metal Video | Asleep in the Deep          | Nominiert |
| 2017 | Metal Artist     | Mastodon                    | Nominiert |
| 2017 | Metal Album      | Emperor of Sand             | Nominiert |
| 2017 | Best Guitarist   | Brent Hinds & Bill Kelliher | Nominiert |

### Metal Hammer Awards
Die Metal Hammer Awards werden seit 2009 vom deutschen Magazin Metal Hammer vergeben. Mastodon erhielten sieben Nominierungen.
| Jahr | Kategorie               | für                      | Resultat  |
| ---- | ----------------------- | ------------------------ | --------- |
| 2015 | Best Album              | Once More ’Round the Sun | Nominiert |
| 2015 | Metal Anthem            | The Motherload           | Nominiert |
| 2015 | Riffgott                | Brent Hinds              | Nominiert |
| 2016 | Riffgott                | Brent Hinds              | Nominiert |
| 2016 | Best International Band | Mastodon                 | Nominiert |
| 2017 | Metal Anthem            | Show Yourself            | Nominiert |
| 2017 | Best Album              | Emperor of Sand          | Nominiert |

### Metal Hammer Golden Gods Awards
Die Metal Hammer Golden Gods Awards werden seit 2003 vom britischen Magazin Metal Hammer vergeben und sind nicht mit den Metal Hammer Awards zu verwechseln. Mastodon erhielten drei Preise bei drei Nominierungen.
| Jahr | Kategorie      | für                         | Resultat |
| ---- | -------------- | --------------------------- | -------- |
| 2007 | Best Shredder  | Brent Hinds & Bill Kelliher | Gewonnen |
| 2012 | Best Album     | The Hunter                  | Gewonnen |
| 2017 | Best Live Band | Mastodon                    | Gewonnen |

### Revolver Golden Gods
Die Revolver Golden Gods Awards werden seit 2009 vom US-amerikanischen Magazin Revolver vergeben. Mastodon erhielten drei Nominierungen.
| Jahr | Kategorie         | für            | Resultat  |
| ---- | ----------------- | -------------- | --------- |
| 2010 | Album of the Year | Crack the Skye | Nominiert |
| 2010 | Best Drummer      | Brann Dailor   | Nominiert |
| 2012 | Best Drummer      | Brann Dailor   | Nominiert |